# Prionodon pinnatus
Prionodon pinnatus là một loài rêu trong họ Prionodontaceae. Loài này được Hampe mô tả khoa học đầu tiên năm 1865.